# أدب جاهلي
الأَدَبُ الجَاهِلِيُّ هو فن الشعر والنثر في العصر الجاهلي، أي قبل ظهور الإسلام؛ حيث كانت طرق إيجاده عن طريق الذين حفظوا الشعر من الشعراء ثُمَّ قاموا بنشره بين الناس، وهكذا إلى أنْ جاء عصر التدوين، حيث ظهرت جماعة ممَّن سُمُّوا (الرواة)، ومن أشهرهم: حماد بن سلمة، خلف الأحمر، أبو عمرو بن العلاء، الأصمعي، المفضل الضبي. إذ عُرِف عن حمّاد وخلف الأحمر الكذب فاشتهرا بالانتحال، حيث أصبح الشعر تجارة بالنسبة لهما ومن أشهر الكتب التي جُمِع فيها الشعر الجاهلي الأصمعيّات للأصمعي، المفضليات للمفضل الضبي، وطبقات فحول الشعراء لمحمد بن سلاّم الجُمَحي.

## أقسام الأدب الجاهلي
ينقسم الأدب في العصر الجاهلي على نوعين رئيسيين هما:

- الشعر: هو حسب التعريف القديم , الكلام الموزون المقفى وقد عُرف حديثاً بأنه "الأسلوب الذي يصور به الشاعر أحاسيسه وعواطفه معتمداً على موسيقى الكلمات ووزنها والخيال والعاطفة".
- النثر: هو الأسلوب الذي يصور به الأديب أفكاره ومعانيه غير معتمد على وزن أو قافية، ويميل إلى التقرير والمباشرة.

### الشعر الجاهلي
يُعد الشعر في العصر الجاهلي أسبق وأكثر انتشاراً من النثر لأن الشعر يقوم على الخيال والعاطفة أما النثر فيقوم على التفكير والمنطق والخيال أسبق وجوداً من التفكير والمنطق.
ونسبة لانتشار الأمية بين العرب وقدرتهم العالية على الحفظ.
ولا يمكن معرفة بداية الشعر العربي بدقة، لعدم وجود تدوين منظم في الجاهلية؛ فلا نعرف شعراً عربياً إلا قبل الإسلام بقرن ونصف. ولكن الشعر الذي وصلنا كان شعراً ناضجا لغويا وأسلوبيا، ما يدل على وجود محاولات سابقة. كانت للشعر منزلة عظيمة، وكان دور الشعر بارزاً في نشر أمجاد القبائل والإشادة بأحسابها، ويسجل للأجيال مفاخرها.

### أغراض الشعر الجاهلي

##### الفخر والحماسة
الفخر والحماسة شملا الفخر بالشجاعة والكرم والصدق والوفاء والعفاف والفخر بالنفس والفخر بالقبيلة.
فقد كان الشعراء يتجارون في مدح قبائلهم بقصائد فيها نوع من المبالغة.
أما الحماسة (في الجاهلية) هي الشعر المتحدث عن تشجيع أفراد القبيلة لقتال العدو، وهو يمثل حقيقة الصراع القبلي على أرض الجزيرة، وما يحدث مـن وقائع بين تلك القبائل.

##### الهجاء
ظهر الهجاء في الشّعر الجاهلي بسبب الحروب والمنازعات والعصبيات القبلية وأهم ميزاته أنه كان هجاءً عفيفاً مهذّباً خالياً من السبّ والشتم.

##### الغزل
انقسم الغزل في العصر الجاهلي إلى قسمين:
1. غزل صريح: وهو نوع من الغزل يصّور جسد المرأة بطريقة مباشرة، ومن رواده الأعشى وامرؤ القيس
2. غزل عفيف: وهو الغزل السائد في العصر الجاهلي بكثرة، حيث يصّور حياء المرأة وعفّتها وأخلاقها الجميلة، وقد تميز الغزل العفيف بكونه كان عفيفاً رفيع المستوى، يصوّر حياء وعفاف المرأة؛ ومنه قصيدة الشاعر الشنفرى وهو من الشعراء الصعاليك:

وأيضاً مثل شعر عنترة وزهير بن أبي سلمى وهما من أشهر شعراء العصر الجاهلي أيضا.
يرجع سبب ظهور الغزل في الشعر الجاهلي إلى غريزة الذكورة التي طالما أثارتها حياة العزلة بين الرجال والنساء بسبب حياة الصحراء التي تفرض على ساكنيها الترحال الذي يفرق المحبين، وقد كانت المرأة عفيفة، ما زاد من ولوع الرّجال بجسدها وأخلاقها، ولم يكن في البيئة الصحراوية ما هو أجمل من المرأة.

##### الوصف
اشتهر الوصف كثيراً في هذا العصر. كان الشاعر الجاهلي يصّور أي شيء تقع عليه عيناه، كالحيوانات مثل الإبل والخيل (حيث كانت أهم ما عند الشاعر الفخر بفرسه) وبقر الوحش وكلاب الصيد. وقد صور الشاعر الجاهلي الصحراء والجبال والديار والوديان والطرقات والمفازات. من أبرز شعراء الوصف والتشبيه امرؤ القيس وآخرون.
امتاز الوصف في الشعر الجاهلي بالطّابع الحسي، ودقّة الملاحظة، وصدق النظرة.

##### المدح
العظماء وأرباب السلطان طائفة من الناس تميل إلى أن يتغنى الناس بمناقبها. وكان الجاهليون الأقدمون عموماً أشد ميلاً من غيرهم إلى هذا النوع من التفخيم ونشر المناقب طمعا في المال أو القرب. وكان العظماء يتنافسون في استقدام الشعراء وفي تكريمهم ومدّهم بالمال والنعم. وكان الشّعراء يُطرونهم ويذيعون أعمالهم في العرب ويساعدون بذلك على مدّ سلطانهم. وكانت معاني المدح تنحصر في الكرم والجود، والقوّة والحلم وما إلى ذلك  كان المدح في الشعر الجاهلي منقسماً على نوعين:
1- مدح صادق: وهو مدح نابع من عاطفة قوية تجاه الممدوح، ويتم مدحه بما فيه. ومن ذلك المدح قصيدة «في الحرب والسلم» للشاعر زهير بن أبي سلمى، حيث مدح رجلين من قبيلتي عبس وذبيان مدحاً خالصاً لما قدّماه من التوسط بين القبيلتين لوقف الحرب بينهما (حرب داحس والغبراء) التي استمرت 40 عاماً:
2- مدح من أجل المال: كان مقتصراً على الشعراء الذين دخلوا قصور المُلوك لمدحهم بما ليس فيهم من أجل العطاء، واشتهرت فيه كثرة المبالغة واشتهر به الأعشى الذي يقال فيه أنه أول من تكسب بشعره

##### الرّثاء
هو نوع لا يختلف كثيراً عن المدح، لكنه يركز على ذكرصفات الميت الحميدة مقترنة بالحزن والأسى على فقدانه. نشأ هذا الغرض الأدبي نتيجة للتعلق بالآشخاص الذين يفقدهم الأفراد بسبب كثرة الحروب. التي كانت تؤدي إلى مقتل الأبطال، مما دفع إلى رثائهم. من أبرز مميزاته صدق العاطفة، حتى قيل أن الرثاء من أصدق أغراض الشعر الجاهلي، مما جعله يتسم برقة الإحساس، والبعد عن التهويل والكذب، والتحلي بالصبر والجَلَد.
أمثلة على الرثاء:
- برع أكثر من شاعر في هذا الغرض لكن النساء العربيات كانت لهن صولات مشهودة في شعر الرثاء بسبب عاطفتهن الجياشة، وعلى رأسهن الخنساء التي اشتهرت بمراثيها لأخيها صخر الذي أصيب في إحدى المعارك ومات شابا، تقول الخنساء:

- ومن شعراء المراثي المهلهل أو الزير الذي رثى أخاه كليب الذي قتله جساس المري في حرب البسوس، يقول المهلهل:

- ومنهم دريد بن الصمة الفارس المعروف قال راثياً أخاه:

أما رثاء الشـعراء الصعاليك فقد اتسم بالغضب والثورة وطلب الثأر، كما صنع الشاعر الصعلوك تأبط شرا حين قال:

##### الاعتذار
يُعتبر النابغة الذبياني مؤسس هذا النوع من الشعر الجاهلي، فقد نشأ هذا النوع متفرعاً من المدح وأخذ صفات الممدوح مطيّة له تميز الاعتذار بتداخل عاطفة الخوف والشكر والرجاء والتلطف والتذلل والاسترحام وإظهار الحرص على المودة. وقد اعتذر النابغة الذبياني للملك النعمان بعد أن هجاه، يقول النابغة معتذراً:

##### الخمر
العرب في الجاهلية قد عنوا بالكرمة وكل ما يستخرج منها. وكانت الكروم في الطائف وبيادر العنب مشهداً طالما استهوى الأعراب في بوادي تهامة. قال فيليب حتي في كتاب تاريخ العرب: «أمّا خمر الطائف فقد كان برغم كثرة الطلب عليه أقل ثمناً من النوع الأجنبي الذي كان يستقدمونه من الشام والعراق ويشهرونه في الشعر العربي.»
«وكان باعة الخمر في الجاهلية ينصبون رايات ليعرف مكانهم، ويسمّونها الغاية. وكانت العرب تفتخر بشربها وبلعب القمار لأنهما من دلائل الجود عندهم. وقد بلغ تولّعهم في شرب الخمر ما فعله أبو غبشان إذ باع مفاتيح الكعبة بزقّ خمر. ثمّ إنّ تفنّنهم في أوصافها أوجبهم أن يسمّوها بأسماء كثيرة في أشعارهم.»
كان إذن من الطبيعي أن يتناول الشعراء الخمرة ويصفوها ويصفوا مجالسها، وغدوّهم إليها قبل أن يصيح الدّيك، وشربها وآنيتها ومفعولها في النّفس. قال عدي بن زيد:

##### الحكمة
الحكمة: قول موجز مشهور صائب الفكرة رائع التعبير، يتضمن معنى مسلماً به، يهدف إلى الخير والصواب وتعبر عن خلاصة خبرات وتجارب صاحبها في الحياة.

تأتي الحِكَم في بعض أبيات النص، وتمتزج بالإحساس والعاطفة المؤثرة. قد شاعت الحكمة على ألسنة العرب لاعتمادها علي التجارب واستخلاص العظة من الحوادث ونفاذ البصيرة والتمكن من ناحية البلاغة.
من الخصائص الفنية لأسلوب الحكمة، روعة التعبير، وقوة اللفظ، ودقة التشبيه، وسلامة الفكرة مع الإيجاز.
الحكمة صوت العقل لأن الحكمة قول موجز يقوم علي فكرة سليمة و مستنيرة وتكون بعد تأمل وموازنة بين الامور واستخلاص العبرة منها ولذلك فهي تعبر الحكمة مرآة تعكس راجاحة  الرأي وعمق التفكير.
نماذج من حكم العرب في الجاهلية:
- «مصارع الرجال تحت بروق الطمع»: فيها دعوة إلى القناعة فأن الطمع يقتل صاحبه.
- «رب ملوم لا ذنب له»: وهذه دعوة إلى التحقق من الأمر قبل توجيه اللوم للبريء.
- «أدب المرء خير من ذهبه»: معناها ان قيمة الإنسان بأدبه لا بماله.

#### اهتمامات الشاعر الجاهلي
من أبرز اهتمامات الشاعر الجاهلي في شعره:
- الفروسية:  ويتظمن الحديث عن الفرس، والناقة، والسيف، والحرب.
- الصيد: ويشمل وصف بقر الوحش والظبي وغيره.
- المرأة: ويرتبط بالحديث عن الأم والزوجة والمحبوبة والجارية.
- الخمر: ويرتبط الحديث عن الندماء والأصحاب.

#### خصائص الشعر الجاهلي
من أهم خصائص الشعر اللفظية: أنها تميل إلى الخشونة والفخامة، وخالية من الأخطاء والألفاظ الأعجميّة -لأن شعراء الجاهلية لم يختلطوا بغيرهم- وتخلو من الزخارف والتكلّف والمحسّنات المصنوعة، وتميل إلى الإيجاز.
ومن أهم خصائص الشعر المعنوية: أنها تخلو من المبالغة، وبعيدة عن التعقيد، وغالباً تقوم على وحدة البيت، لا وحدة القصيدة، ومنتزعة من البيئة البدوية، وفيها «الاستطراد».
أما خصائص الخيال فتتلخص في أن الشعر: واسع يدلّ على دقّـة الملاحظة، وصور الشعر الجاهلي تمثّل البيئة البدوية، وصور الشعر الجاهلي ليست متكلّفة، والصّور الجاهلية تعتمد على الطابع الحسّي.

#### المعلقات
المعلقات: مصطلح أدبي يطلق على مجموعة من القصائد المختارة لأشهر شعراء الجاهلية، تمتاز بطول نفَسها الشعري وجزالة ألفاظها وثراء معانيها وتنوع فنونها وشخصية ناظميها.

قام باختيارها وجمعها راوية الكوفة المشهور حماد الراوية (156 هـ،772 م)، إن اسم المعلقات أكثر أسمائها دلالة عليها، وهناك أسماء أخرى لها، إلا أنها أقل ذيوعاً وجرياناً على الألسنة من لفظ المعلقات، ومن هذه التسميات: السبع الطوال.
هي وصف لتلك القصائد بأظهر صفاتها وهو الطول. السُّموط. تشبيهاً لها بالقلائد والعقود التي تعلقها المرأة على جيدها للزينة. المذَهَّبات. لكتابتها بالذهب أو بمائه. القصائد السبع المشهورات. علَّل النحاس أحمد بن محمد (338 هـ، 950 م) هذه التسمية بقوله: «لما رأى حماد الراوية زهد الناس في حفظ الشعر، جمع هذه السبع وحضهم عليها، وقال لهم: هذه المشهورات، فسُميت القصائد السبع المشهورات لهذا». السبع الطوال الجاهليات. أطلق ابن الأنباري محمد بن القاسم (328هـ، 939م) هذا الاسم على شرحه لهذه القصائد.
القصائد السبع أو القصائد العشر. الاسم الأوّل هو عنوان شرح الزوزني الحسين بن أحمد (486هـ، 1093م)، أما التبريزي يحيى بن علي (ت 506هـ، 1109م)، فقد عنْون شرحه لهذه القصائد بشرح القصائد العشر. وقد أشار ابن رشيق في كتابه العمدة إلى بعض هذه المصطلحات، فقال: "وقال محمد بن أبي الخطاب في كتابه المسمًّى بجمهرة أشعار العرب: إن أبا عبيدة قال: أصحاب السبع التي تسمى السُّمُط: امرؤ القيس وزهير والنابغة، والأعشى ولبيد وعمرو بن كلثوم وطرفة. قال: وقال المفضل: "من زعم أن في السبع التي تسمى السمط لأحد غير هؤلاء، فقد أبطل". ويُقال: إنها قد سميت بالمذهّبات، لأنها اختيرت من سائر الشعر فكُتبت في القباطي بماء الذهب، وعُلقت على أستار الكعبة، فلذلك يقال: مُذهبة فلان، إذا كانت أجود شعره. ذكر ذلك غير واحد من العلماء. وقيل: بل كان الملك إذا استجيدت قصيدة الشاعر يقول: علِّقوا لنا هذه، لتكون في خزانته.
وكما اختلف العلماء والرواة في تسميتها، اختلفوا في عددها وأسماء شعرائها. لكن الذي اتفق عليه الرواة والشُّرَّاح أنها سبع، فابن الأنباري، والزوزني اكتفيا بشرح سبع منها هي:
1- معلقة امرئِ القيس، ومطلعها:
2- معلقة طرفة بن العبد، ومطلعها:
3- معلقة زهير بن أبي سلمى ومطلعها:
4- معلقة عنترة بن شداد، ومطلعها:
5- معلقة عمرو بن كلثوم، ومطلعها:
6- معلقة الحارث بن حلزة، ومطلعها:
7- معلقة لبيد بن ربيعة، ومطلعها:
وقد أضافت العرب ثلاث معلقات:
8- معلقة أعشى قيس، عدّه ابن سلام في الطبقة الأولى من شعراء الجاهلية وقرنه بامرئ القيس وزهير والنابغة مطلع المعلقة:
9- معلقة النابغة الذبياني، عدّه ابن سلام في الطبقة الأولى وقرنه بامرئ القيس والأعشى وزهير وتقدم الخلاف في أيهم أشعر وهو أحد الأشراف الذين غض الشعر منهم وهو أحسنهم ديباجة شعر وأكثر رونق كلام وأجذلهم بيتاً. مطلع المعلقة:
10- معلقة عبيد بن الأبرص، عدّه ابن سلام في الطبقة الرابعة وقرنه بطرفة بن العبد وعلقمة بن عبدة التميمي وعدي بن زيد العبادي. مطلع المعلقة:

#### أساليب الشعر الجاهلي
عندما نستعرض الشعر الجاهلي نجده متشابهاً في أسلوبه، فالقصيدة الجاهلية تبدأ بالوقوف على الأطلال وذكر الأحبة كما نجد ذلك عند امرئ القيس في قوله:
وينتقل الشاعر الجاهلي إلى وصف الطريق الذي يقطعه بما فيه من وحش، ثم يصف ناقته، وبعد ذلك يصل إلى غرضه من مدح أو غيره، وهذا هو المنهج والأسلوب الذي ينتهجه الجاهليون في معظم قصائدهم ولا يشذ عن ذلك إلا القليل من الشعراء.
وإذا أردنا أن نقف على أسلوب الشعر الجاهلي فلابد لنا من النظر في الألفاظ والتراكيب التي يتكون منها ذلك الشعر. فألفاظ الشعر الجاهلي قوية صلبة في مواقف الحروب والحماسة والمدح والفخر، لينة في مواقف الغزل، فمعظم شعر النابغة الذبياني وعنترة العبسي وعمرو بن كلثوم من النوع الذي يتصف بقوة الألفاظ.
هناك نوع من الألفاظ يتصف بالعذوبة، لأنه خفيف على السمع ومن ذلك قول امرئ القيس:
ومعظم ألفاظ الشعر الجاهلي يختارها الشاعر استجابة لطبعه دون انتقاء وفحص، ولكنها تأتي مع ذلك ملائمة للمعنى الذي تؤديه، ويمثل هذا النوع مدح زهير بن أبي سلمى وذمه للحرب ومن ذلك قوله:
وألفاظ الشعر الجاهلي مفهومة في معظمها ولكنها مع ذلك تشتمل على الغريب الذي يكثر في الرجز، أما الشعر فالغريب فيه أقل، ومن الغريب الوارد في الشعر قول تأبط شراً:
ويغلب على الألفاظ الجاهلية أداء المعنى الحقيقي، أما الألفاظ التي تعبر عن المعاني المجازية فهي قليلة. والتراكيب التي تنتظم فيها الألفاظ تراكيب محكمة البناء، متينة النسج، متراصة الألفاظ، وخير شاهد على ذلك شعر النابغة الذبياني، وشعر زهير ابن أبي سلمى.

#### صحة الشعر الجاهلي
وبعد هذا كله يتبادر إلى الذهن سؤال شغل النقاد والعلماء، وهو ما مدى صحة الشعر الجاهلي؟ إنّه لسؤال يصعب الجواب عليه بدقّة وجزم. وإنّه لمن العبث أن نشكّ في صحة الشعر الجاهلي جملةً لمجرّد بعض النحل الذي أدخله الرّواة، كما أنه من السذاجة أن نولي الروايات الشعرية كامل ثقتنا. وقد اتفق المستشرقون وعلماء العربية على معالجة هذه القضية معالجة علمية بحتة وراحوا يتتبعون النصوص والروايات، ويقارنون فيما بين الأقوال والآراء، ويقفون صفين متناقضين في المذهب منهم يرفض الشعر الجاهلي جملةً على أنّه منحول، وكان أول من وقف هذا الموقف بطريقة علمية مسهبة المستشرق مرجليوث الذي ذهب إلى أنّ ذلك الشعر نُظم في في العصور الإسلامية، ثم نُسب إلى الجاهليين، ومنهم من يقف موقفاً معتدلاً فيعترف بالنّحل الجزئي دون الكليّ كالمستشرق شارل جيمس ليال والمستشرق جوجيو ليفي دلا فيدا. وسلك مسلك مرجليوث من أدباء العرب الدكتور طه حسين الذي فصّل آراءه في كتاب كامل (في الشعر الجاهلي) وشكّ في صحّة الشعر الجاهلي لأنّه يمثل في نظره الحياة الدينية والعقلية والسياسية والاقتصادية للعرب الجاهليين، ولأنّه بعيد كل البعد عن أن يمثل اللغة العربية في العصر الذي يزعم الرّواة أنّه قيل فيه، وبعيد عن أن يمثّل اختلاف اللغات وتباين اللهجات فيما بين القبائل الجاهلية قبل أن يفرض القرآن على العرب لغةً واحدة ولهجاتٍ متقاربة، وأخيراً لأنّ الشعر الجاهلي الذي اتّخذه العلماء مادة للاستشهاد على ألفاظ القرآن والحديث ونحوهما ومذاهبهما الكلامية تحسّ كأنّه إنما قُدّ على قدر القرآن والحديث كما يُقدّ الثوب على قدّ لابسه لا يزيد ولا ينقص عمّا أراد طولاً وسعةً وهذا ليس من طبيعة الأشياء بل أنّ هذه الدقّة في الموازنة تحمل على الشك والحيرة. ويضيف طه حسين إلى ذلك كلّه أنّ الشعر الجاهلي لم يصل إلينا إلا عن طريق الرواية الشفهية وهذا أمر لا يدعو إلى الاطمئنان.
ويرى طه حسين أنّ الأسباب التي حملت المسلمين على هذا النّحل هي العصبية، والدين، والقصص، والشعوبية، والرّواة. فراحوا ينحلون تأييداً لفريق على فريق، أو إثباتاً لصحّة النبوّة وصدق النّبي، أو تعظيماً لشأن النّبي من ناحية أسرته ونسبه في قريش.. أو تزييناً للقصص، أو حطّاً لشأن العرب من قبل الشّعوبيّة، أو ما إلى ذلك مما تضيق هذه الصفحات بذكره وذكر الشّواهد عليه.
وقد أثارت آراء طه حسين عاصفة شديدة في البلاد العربية وراح العلماء ينقضونها ويفندوها رأياً رأياً، ويبينون مواطن الضعف في منهج الدكتور طه حسين، وفي أدلته وشواهده. وكان من أعمق من درس الموضوع بطريقة علميّة الدكتور ناصر الدين الأسد الذي قرّ رأيه، بعد النقاش الطويل، على أنّ "الشعر المنسوب إلى الجاهلية على ثلاث ضروب: فضرب موضوع منحول ... وأكثر شعر هذا الضرب ما وضعه القصّاص ليحلّوا به قصصهم، أو يكسبوه في نفوس السّامعين والقارئين شيئاً من الثّقة، وما وضعه هؤلاء على لسان آدم وغيره من الأنبياء، أو على لسان بعض العرب البائدة، وما وضعه بعض الرّواة ليُثبتوا به نسباً أو يدلّوا به على أنّ لبعض العرب قدمة وسابقة .. وضرب صحيح لا سبيل إلى الشّكّ فيه أو الطّعن عليه. وذلك هو الذي أجمع العلماء الرّواة على إثباته بعد أن تدارسوا هذا الشّعر وفحّصوه ومحّصوه ... وأما الضرب الثالث من ضروب الشعر الجاهلي فهو المختلف عليه الذي قال عنه ابن سلام "وقد اختلف العلماء في بعض الشّعر، كما اختلفت في بعض الأشياء"... فمنذ مطلع القرن الثاني الهجريّ، وبعده بقليل، قامت طائفةٌ من العلماء الرّواة، من أمثال أبي عمرو بن العلاء، وحمّاد الراوية، ثم المفضّل وخلف الأحمر وهم الطبقة الأولى من العلماء الذين عرفتهم العربية في تاريخها الحافل فتلقوا تراث الجاهلية، شعرها وأخبارها وأنسابها، وصل إليهم بعضه مدوناً في دواوين كاملة ضمّت تراث القبيلة كلّه أو شعر شاعر فرد من شعرائها، ووصل إليهم بعضه مكتوباً في صحف متفرّقة. ثم وصل إليهم بعضه عن طريق الرّواية الشفهيّة التي كان يتناقلها الخلف عن السلف. فحملوا الأمانة، ومضوا يجمعون ما تفرّق من هذا التراث، وينظمون منه ما تجمع، يضيفون إليه ما لم يكن فيه مما تثبت لهم صحته، وينفون عنه ما ثبت لهم زيفه وفساده، ولم يألوا جهداً في التثبت والتحقيق والتمحيص والمدارسة، حتى استقام لكل منهم ما تيقن صحته، فمضى يذيعه على تلامذته في حلقات دروسه، ويشيعه في رواد مجالس علمه، فخلف من بعدهم خلف هم الطبقة الثانية من العلماء الرواة تأسوا بشيوخهم واقتفوا سبيلهم: يجمعون ويدرسون ويمحصون ويفحصون، ثم يستقيم لكل منهم ما يتيقن صحته فيذيعه على تلاميذه من علماء الطبقة الثالثة.
ومع ذلك كان لابدّ لبعض هؤلاء العلماء من أن يختلفوا: فقد وقع لبعضهم من الصّحف المكتوبة، أو الدّواوين المدوّنة، أو الرّواة من الشيوخ العلماء ومن الأعراب الفصحاء ما لم يقع كله لغيره. ثمّ كان لكلّ طائفة من هؤلاء العلماء منهج في الأخذ والتلقي ... ولكن هذا الخلاف في المصادر أولاً وفي المنهج ثانياً، لم يمنع العلماء من أن يأخذ بعضهم عن بعض، ومن أن يرحل علماء المصر إلى المصر المجاور، ليأخذوا منهم ويرووا عنهم، ثم ينقلوا ما تيقنوا صحته إلى تلاميذهم، ويكتبوه فيما يجمعون من دواوين. فهذه الدواوين المنسوبة التي يرتفع إسنادها إلى الطبقة الأولى أو إلى تلاميذهم من علماء الطبقة الثانية، هي التي تحوي بين دفتيها الشعر الجاهلي الذي تيقنوا صحته بعد تحرّ واستقصاء وجمع وتمحيص ونقد."

### النثر الجاهلي

#### تعريف بالنثر
*النثر أحد قسمي القول، فالكلام الأدبي كله إما أن يصاغ في قالب الشعر المنظوم وإما في قالب القول المنثور. ولابن رشيق المسيلي القيرواني وكلام العرب نوعان: منظوم ومنثور، ولكل منهما ثلاث طبقات: جيدة، ومتوسطة، ورديئة، فإذا اتفق الطبقتان في القدر، وتساوتا في القيمة، لم يكن لإحداهما فضل على الأخرى، وإن كان الحكم للشعر ظاهرا في التسمية.

يشرح ابن رشيق أن أصل التسمية في المنظوم وهي من نظم الدر في العقد وغيره، إما للزينة أو حفظا له من التشتت والضياع، أما إذا كان الدر منثورا. لم يؤمن عليه ولم ينتفع به.
من هنا حصلت عملية تشبيه الكلام الأدبي بالدور والمجوهرات وتوهم الناس أن كل منظوم أحسن من كل منثور من جنسه في معترف العادة. وذلك بالنظر إلى سهولة حفظ الكلام المنظوم واستظهاره بسبب الوزن، وانعدام الوزن في الكلام المنثور يجعله عرضة للنسيان والضياع، وذلك في وقت كان الناس فيه يتداولون النصوص الأدبية مشافهة دون الكتابة في هذا العصر الجاهلي والعصر الإسلامي الأول، وقد زال هذا التفاضل في عصور التدوين وكتابة النصوص كما في زماننا الحاضر، بحيث اختصَ كُلٌ من النثر والشعر بمجالات في القول تجعله أليق به. ويعتقد ابن رشيق محقاً: إن ما تكلمت به العرب من جيد المنثور أكثر مما تكلمت به من جيد الموزون، وهو يقصد بذلك تلك الحقبة الزمنية قبل الإسلام وبدايات العهد الإسلامي تخصيصاً.
وجاء هذا رداً كافياً على الذين ينفون وجود نثر فني عربي جيد قبل الإسلام، وإنما كان ضياع ذلك النثر الجاهلي أو اختلاطه بسبب طبيعته الفنية الخالية من الوزن. وهو لم يعن بذلك إلا النثر الفني أي الأدبي الذي يتوفر - كما ذكر بروكلمان – «على قوة التأثير بالكلام المتخير الحسن الصياغة والتأليف في أفكار الناس وعزائمهم». أما النثر الاعتيادي الذي يستعمل بين الأفراد في التداول اليومي الغرض الاتصال وقضاء الحاجات والثرثرة مما ليس فيه متانة السبك والتجويد البلاغي ولا قوة التأثير فلا يعتد به، وليس له قيمة اعتبارية في الدراسة الأدبية.
إن ما روي من النثر الجاهلي قليل بالنسبة لما روي من الشعر، وذلك لسهولة حفظ الشعر لما فيه من إيقاع موسيقي والاهتمام بنبوغ شاعر في القبيلة يدافع عنها ويفخر بها، وقلة أو انعدام التدوين، والاعتماد على الحفظ والرواية.

#### أنواع النثر الفني العربي في العصر الجاهلي
على الرغم من عدم وجود أي سجل أو كتاب مدون يحتوي على نصوص النثر الجاهلي يعود تاريخه إلى تلك الفترة من الزمن الغابر، إذ كان الناس يحفظونها ويتناقلونها عن طريق الرواية الشفاهية، مثل الشعر، وهذا ربما سبب قلتها، وكذا موقف الإسلام من بعضها، وبالرغم من ذلك فإن الدارسين المحققين لهذا التراث الأدبي العربي ذكروا من أنواع النثر الأدبي في تلك الفترة خاصة.

##### الخطابة
الخطابة: هي من أقدم فنون النثر، لأنها تعتمد على المشافهة فن مخاطبة الجماهير، بغية الإقناع والإمتاع، وجذب انتباههم وتحريك مشاعرهم، وذلك يقتضي من الخطيب تنوع الأسلوب، وجودة الإلقاء وتحسين الصوت ونطق الإشارة بكلام بليغ وجيز وهي قطعة من النثر الرفيع، قد تطول أو تقصر حسب الحاجة لها.

وهي من أقدم فنون النثر، لأنها تعتمد على المشافهة، لأنها فن مخاطبة الجمهور بأسلوب يعتمد على الاستمالة وعلى إثارة عواطف السامعين، وجذب انتباههم وتحريك مشاعرهم، وذلك يقتضي من الخطيب تنوع الأسلوب، وجودة الإلقاء وتحسين الصوت ونطق الإشارة، أما الإقناع فيقوم على مخاطبة العقل، وذلك يقتضي من الخطيب ضرب الأمثلة وتقديم الأدلة والبراهين التي تقنع السامعين.
من أقسام أو أجزاء الخطبة: المقدمة – والموضوع – والخاتمة. ومن أهداف الخطبة: الإفهام والإقناع والإمتاع والاستمالة.
للخطابة مميزات تمتاز بها عن غيرها من الفنون، لذلك لا نستغرب أن يتحدث الجاحظ عن وجودها، ومنها: إن لها تقاليد فنية، وبنيوية، وسمات، ولها زي معين وهيأة تمثيلية للخطيب، وأصول في المعاملة، كما أنها تستدعي احتشاد الناس من وجهاء القوم، ولها أماكن إلقاء هي نفسها أماكن التجمعات الكبرى (مضارب الخيام، ساحات النزول، مجالس المسر، الأسواق).
من خصائص أسلوب الخطبة: قصر الجمل والفقرات، وجودة العبارة والمعاني، وشدة الإقناع والتأثير، والسهولة ووضوح الفكرة، وجمال التعبير وسلامة الألفاظ، والتنويع في الأسلوب ما بين الإنشائي والخبري، وقلة الصور البيانية، والإكثار من السجع غير المكلف.
- كان من أسباب ازدهار الخطبة في العصر الجاهلي؛ حرية القول، ودواعي الخطابة كالحرب والصلح والمغامرات، والفصاحة فكل العرب كانوا فصحاء.

تعددت أنواع الخطابة باختلاف الموضوع والمضمون، فمنها الدينيـة التي تعمد إلى الوعظ والإرشاد والتذكير والتفكير، السياسية التي تستعمل لخدمة أغراض الدولة أو القبيلة، الاجتماعية التي تعالج قضايا المجتمع الداخلية، والعالقة منها من أمور الناس، كالزواج…الخ، ومنها الحربية التي تستعمل بغية إثارة الحماسة وتأجيج النفوس، وشد العزائم، وقضائية التي تقتضي الفصل والحكم بين أمور الناس، يستعملها عادة الحاكم أو القاضي.
من الملاحَظ أن جُل هذه الخصائص اجتمعت في خطبة لـ (قس بن ساعدة الايادي) والجدير بالذكر أنه أول من قال في خطبته: (أما بعد) وتسمي (فصل الخطاب)، لأنها تفصل المقدمة عن الموضوع. ولقد اقترن موضوع الخطابة بالزعامة، أو الرئاسة للقبيلة أو القوم، كما اقترن من جهة أخرى بلفظ الحسام، فلا مجال لبروز الحسام قبل بروز الكلام، ولا مطمع لسيادة القوم إلا بعد إتقان فن القول، كما أن الخطابة قديمة الحضارات، وقدم حياة الجماعات، فقد عرفت عند المصريين، الرومان، اليونان 50ق.م قبل الميلاد

##### القصص
القصص -كما عبر بروكلمان- من الأشياء التي تهفو إليها النفوس وتسمو إليها الأعُين، فكان القاص أو الحاكي، يتخذ مجلسه بالليل أو في الأماسي عند مضارب الخيام لقبائل البدو المتنقلة وفي مجالس أهل القرى والحضر، وهم سكان المدن بلغتنا اليوم.
فالقصص فن نثري متميز، عبارة عن مجموعة من الأحداث تتناول حادثة وواقعة واحدة، أو عدة وقائع، تتعلق بشخصيات إنسانية منها وأخرى مختلفة –غير إنسانية-.

للقصص قسمين حسب طبيعة أحداثها هما:
1. حقيقية واقعية.
2. خيالية خرافية.

تتميز القصة، بأنها تصور فترة كاملة من حياة خاصة، أو مجموعة من الحيوانات، فهي تعمد إلى عرض سلسلة من الأحداث الهامة وفقاً لترتيب معين. بينما نجد الأقصوصة تتناول قطاعاً أو موقفاً من الحياة، فهي تعمد إلى إبراز صورة متألقة واضحة المعالم بينة القسمات، تؤدي بدورها لإبراز فكرة معينة.
- القاص: هو السارد للأحداث، أو هو خالق مبدع، تزدحم في رأسه أحداث وشخصيات، ينفخ فيها الروح لتتحدث بنعمة الحياة. مهمته أن يحمل القارئ إلى حياة القصة، ويتيح له الاندماج التام في أحداثها، ويحمله على الاعتراف بصدق التفاعل الذي يحدث ما بينهما، ويعود الأمر إلى قدرة القاص على التجسيد والإقناع.

كانت مادة القصص أو مواضيعه متعددة ومتنوعة، وذلك بغية التسلية والمتعة، أو حتى الوعظ والإرشاد، أو شد الهمم، فكان بعضها يدور حول: الفروسية، تاريخ القبيلة، بطولات الأمجاد؛ مثل حرب البسوس، داحس والغبراء. كانت قصصاُ من الوقائع الحياة الاجتماعية اليومية بغية الإمتاع والتسلية.
ومنها القصص الخرافية، أو الأساطير، مثل قصص الغول ومنازلته في الصحراء وقصص الجان؛ فكان العرب يستمد قصصهم ومواضيعهم من حياتهم، مواقفهم، نزالاتهم، وموروثهم الثقافي مما تناقل إليهم عبر الرواية من الأسلاف، لكن هناك البعض مما استمده من جيرانهم؛ كالأحباش، الروم، الفرس، الهنود. وقد وجد فن القص، أن النثر أنجع وسيلة يستعملها أو يصطنعها القاص للوصول لهدفه، لأن الشعر بما فيه من عواطف متأججة، وخيال جامح، وموسيقى خارجية، وغير ذلك مما يرتكز عليه، لا يصلح لان يعبر تعبيراً صادقاً دقيقاً عن تسلسل الأحداث وتطور الشخصيات، في تلك الحياة التي يجب أن تكون مموهة من الواقع.
ولكل قصة عنصر سائد يميزها، فكل قصة نقرئها قد تترك في النفس أثراً أو انطباعا ما، قد ينتج عن الأحداث أو الشخصيات، أو عن فكرة ما… ذلك الانطباع هو العنصر السائد وهو المحرك في القصة، وهو لا يمكن تحديده بدقة. أما عناصر القصة هي: القطع أو الاقتباس، الأحداث، الحبكة، التشويق، الحوار، الخبر، الأسلوب. وللعلم فهناك نوعين للقصة: قصة ذات حبكة مفككة: التي تقوم على سلسلة من الأحداث المنفصلة، غير المترابطة، ووحدة العمل القصصي فيها لا تقوم على تسلسل الأحداث. قصة ذات حبكة عضوية متماسكة: تقوم على حوادث مترابطة تسير في خط مستقيم والحبكة ذاتها تنقسم إلى قسمين: حبكة بسيطة: تكون القصة مبنية على حكاية واحدة حبة مركبة: تكون القصة مبنية على أكثر من حكاية واحدة، تتداخل فيما بينه.

##### الأمثال
المثل هو جملة قيلت في مناسبة ما ثم أصبح يُتمثل بها في أي مناسبة تشبه الأولى لما فيها من حكمة، فهو فن أدبي نثري ذو أبعاد دلالية ومعنوية متعددة، انتشر على الألسن، له مورد وله مضرب.
أبدع معظم العرب في ضرب الأمثال في مختلف المواقف والأحداث، وذلك لحاجة الناس العملية إليها، فهي أصدق دليل عن الأمة وتفكيرها، وعاداتها وتقاليدها، ويصور المجتمع وحياته وشعوره أتم تصوير، أقوى دلالة من الشعر في ذلك لأنه لغة طائفة ممتازة، أما هي فلغة جميع الطبقات.

تعريف المثل:
هو قول محكم الصياغة، قليل اللفظ، موجز العبارة، بليغ التعبير، يوجز تجربة إنسانية عميقة، مضمرة ومختزلة بألفاظه، نتجت عن حادثة أو قصة قيل فيها المثل، ويضرب في الحوادث المشابهة لها.
من أسباب انتشار الأمثال وشيوعها:
خفته وحسن العبارة، وعمق ما فيها من حكمة لاستخلاص العبر، وإصابتها للغرض المنشودة منها، والحاجة إليها وصدق تمثيلها للحياة العامة ولأخلاق الشعوب".
من مميزات المثل:
إن خصائص المثل لا تجتمع في غيره من الكلام: "إيجاز اللفظ، وإصابة المعنى، وحسن التشبيه، وجودة الكتابة، إضافة إلى قوة العبارة والتأثير، فهو نهاية البلاغة"".
والأمثال في الغالب أصلها قصة، إلا أن الفروق الزمنية التي تمتد لعدة قرون بين ظهور الأمثال ومحاولة شرحها أدت إلى احتفاظ الناس بالمثل لجمال إيقاعه وخفة ألفاظه وسهولة حفظه، وتركوا القصص التي أدت إلى ضربها. وفي الغالب تغلب روح الأسطورة على الأمثال التي تدور في القصص الجاهلية مثل الأمثال الواردة في قصة الزباء.
من الأمثلة الشهيرة على أمثال العرب في الجاهلية:
- «لا يطاع لقصير أمر، ولأمر ما جدع قصير أنفه» ـ «بيدي لا بيد عمرو».
- قصة ثأر امرئ القيس لأبيه ومنها: «ضيعني صغيراً وحملني ثأره كبيراً» ـ «لا صحو اليوم ولا سكر غداً» ـ «اليوم خمر وغداً أمر».
- جزاء سنمار: يضرب لمن يحسن في عمله فيكافأ بالإساءة إليه.
- رجع بخفي حنين: يضرب هذا المثل في الرجوع بالخيبة والفشل.
- إنك لا تجني من الشوك العنب: يضرب لمن يرجو المعروف في غير أهله أو لمن يعمل الشر وينتظر من ورائه الخير.

ربما يستطيع المحققون بجهد أن يردوا بعض هذه الأمثال لأصحابها ومبدعيها، فمن حكماء العرب عدد كبير قد اشتهر بابتكاره وإبداعه للأمثال، بما فيها من عمق، وإيجاز، وسلاسة. يقول الجاحظ: "ومن الخطباء البلغاء والحكام الرؤساء أكثم بن صيفي التميمي، وربيعة بن حذار، وهرم بن قطيعة، وعامر بن الظرب، ولبيد بن ربيعة.
وأحكمهم أكثم بن صيفي التميمي، تدور علي لسانه حكم وأمثال كثيرة. وهي تجري علي هذا النسق: «رب عجلة تهب ريثاً»، «ادرعوا الليل فإن الليل أخفى للويل»، «المرء يعجز لا محالة»، «لا جماعة لمن اختلف»، «لكل امرئ سلطان على أخيه حتى يأخذ السلاح، فإنه كفى بالمشرفية واعظاً»، «أسرع العقوبات عقوبة البغي».
ولكن أمثال العرب لم تأت على مثل هذه الدرجة من الرقي والانضباط الأسلوبي، مثل التي جاء بها أكثم، بل إن كثيراً من الأمثال الجاهلية تخلو من التفنن التصويري، وهذا بطبيعة الأمثال فإنها ترد على الألسنة عفوًا وتأتي على ألسنة العامة لا محترفي الأدب. فلم يكن من الغريب أن يخرج بعضها علي القواعد الصرفية والنحوية دون أن يعيبها ذلك مثل:
1. «أعط القوس باريها» - بتسكين الياء في باريها والأصل فتحها.
2. «أجناؤها أبناؤها» - جمع جان وبان والقياس الصرفي جناتها بناتها لأن فاعلا لا يجمع علي أفعال وهذا يثبت أن المثل لا يتغير بل يجري كما جاء علي الألسنة وأن خالف النحو وقواعد التصريف. وبعض الأمثال يغلب عليها الغموض وقد تدل تركيبتها على معنى لا تؤدي إليه الكلمات بذاتها، ومن ذلك قول العرب: (بعين ما أرينك)؛ أي أسرع.

ولم يكن هذا النوع من الأمثال هو الوحيد بل هناك أمثال صدرت عن شعراء مبدعين وخطباء مرموقين فجاءت راغبة الأسلوب متألقة بما فيها من جماليات الفن والتصوير مثل: أي الرجال المهذب، فهذا المثل جزء من بيت للنابغة يضرب مثلا لاستحالة الكمال البشرين. والبيت: ولست بمستبق أخا لا تلمه على شعث. أي الرجال المهذب. ويصعب تمييز المثل الجاهلي عن الإسلامي. إلا بما يشير إليه من حادث أو قصة أو خبر، يساعد على معرفته وتمييزه مثل: «ما يوم حليمة سر»، وحليمة بنت ملك غسان. فهو في عصر الإسلام والمثل: «اليوم خمر وغدا أمر». هو في العصر الجاهلي والأمثال ذات قالب ثابت البنية، إذ هو ذاته يستعمل في كل الأحوال، وهي تنقسم إلى ثلاثة أقسام من حيث البناء ذات قالب بسيط: إنك لن تجني من الشوك العنب. تأتي في قالب الصنعة اللفظية: من عز بز، عش رجباً ترى عجبا. وبعضها يأتي في قالب منتهكا الترتيب النحوي: الصيف ضيعتِ اللبن.
أما أنواع المثل، فهي حقيقية أو فرضية خيالية. «حقيقية: لها أصل، من حادثة واقعية، وقائلها معروف غالبا، فرضية: ما كانت من تخيل أديب ووضعها عل لسان طائر أو حيوان أو جماد أو نبات أو ما شاكل ذلك، والفرضية تساعد على النقد والتهكم ووسيلة ناجحة للوعظ والتهذيب. - بعض يمثل منهجا معينا في الحياة كقولهم: إن الحديد بالحديد يٌِفًلح».
وبعضها ما يحمل توجيها خاصا كقولهم: قبل الرماء تملأ الكنائن. وبعضها يبنى على ملاحظة مظاهر الطبيعة أو يرتبط بأشخاص اشتهروا بصفات خاصة. أما من حيث اللغة فقد تستعمل الفصحى وهي عادة المثل الجاهلي، وقد تستعمل اللهجة العامية، وقد تكون هجينة ما بين ألفاظ فصحى وأخرى دخيلة وتسمى بالمولدة.

##### الحكم
الحكمة قول موجز مشهور صائب الفكرة، رائع التعبير، يتضمن معنى مسلماً به، يهدف عادة إلى الخير والصواب، به تجربة إنسانية عميقة.

- من أسباب انتشار الحكمة اعتماد العرب على التجارة واستخلاص العظة من الحوادث نفد البصية والتمكن من ناصية البلاغة. وكان من أهم خصائصها؛ روعة التشبيه، وقوة اللفظ، ودقة التشبيه، وسلامة الفكرة مع الإنجاز.
  - أوجه الاختلاف بين المثل والحكمة:
- تتفق الحكمة مع المثل في: الإيجاز، والصدق، وقوة التعبير، وسلامة الفكرة.
- تختلف الحكمة عن المثل في أمرين:

1. لا ترتبط في أساسها بحادثة أو قصة.
2. إنها تصدر غالبا عن طائفة خاصة من الناس لها خبرتها وتجاربها وثقافتها.

- أسباب انتشارها:

قد شاعت الحكمة علي ألسنة العرب لاعتمادها علي التجارب واستخلاص العظة من الحوادث ونفاذ البصيرة والتمكن من ناحية البلاغة.

##### النثر المسجوع أو سجع الكهان
تعريف النثر المسجوع: "لون فني يعمد إلى ترديد قطع نثرية قصيرة، مسجعة ومتتالية، تعتمد في تكوينها على الوزن الإيقاعي أو اللفظي، وقوة المعنى".

- هذا نوع من النثر في العصر الجاهلي، أولاه المستشرقون من العناية أكثر مما يستحق؛ وبعضهم كان يغمز بذلك من طرف خفي إلى الفواصل في آيات القران الكريم كأنه يريد الطعن في إعجازه.[33]
- يقول المستشرق بلاشير في كتابه (تاريخ الأدب العربي)، "إن سكان المجال العربي عرفوا، دون ريب، نظاماً إيقاعياً تعبيرياً سبق ظهور النثر العربي، ولم يكن هذا الشكل الجمالي هو الشعر العروضي، ولكنه نثر إيقاعي ذو فواصل مسجعة". ويضيف أنه من الممكن أن يصعد السجع إلى أكثر الآثار الأدبية عند العرب إيغالاً في القدم، وبالتالي إلى ماضي أكثر غموض". فهناك من يؤكد بأن المسجوع كان المرحلة الأولى التي عبرها النثر إلى الشعر عند العرب.
- يقول ابن رشيق: وكان كلام العرب كله منثوراً، فاحتاجت العرب إلى الغناء بمكارم الأخلاق وطيب أعراقها، وصنعوا أعاريض جعلوها موازين للكلام، فلما تم لهم وزنه سموه شعراً ". فلما استقر العرب، واجتمعوا بعد تفرق، وتحضروا بعد بداوة، واجتمع لهم من سمات الحضارة وثقافة الفكر، وتنظيم الحياة، ما جعلهم يشعرون بحاجتهم إلى كلام مهذب، وأسلوب رشيق، وفكرة مرتبة، فكان النثر المسجوع وسيلتهم في ذلك.
- من مميزاته أنه يأتي محكم البناء، جزل الأسلوب، شديد الأسر، ضخم المظهر، ذو روعة في الأداء، وقوة في البيان، ونضارة في البلاغة. لغته تمتاز بأنها شديدة التعقيد، كثرة الصنعة، كثرة الزخارف في أصواتها وإيقاعها.

لذلك فالنثر المسجوع يأتي في مرحلة النضج. بينما كنا قد رجحنا من قبل بأسبقية الأمثال على غيرها من أشكال التعبير النثري.
وظاهرة السجع المبالغ فيه في النثر الجاهلي، قد ارتبطت بطقوس مشربة بسحر الكهون ومعتقدات الجدود، لذلك يكثر في رأيه ترديد القطع النثرية القصيرة المسجعة أثناء الحج في الجاهلية، وحول مواكب الجنائز، مثل قول أحدهم: من الملك الأشهب، الغلاب غير المغلب، في الإبل كأنها الربرب، لا يعلق رأسه الصخب، هذا دمه يشحب، وهذا غدا أول من يسلب".
ويتصف هذا النثر إجمالاً باستعمال وحدات إيقاعية قصيرة تتراوح بين أربعة وثمانية مقاطع لفظية (…) تنتهي بفاصلة أو قافية، ودون لزوم التساوي بين الجمل أو المقاطع.

##### الوصايا
الوصية لون من ألوان النثر التي عرفها العرب في الجاهلية؛ وهي قولٌ حكيم صادر عن مجرّب خبير، يوجهه إلى من يحب لينتفع به، أو من هو أقل منه تجربة.

- وصّى أو أوصى الرجل بمعنى «عهد إليه». قال الرسول الكريم صلى الله عليه وسلم: «استوصوا بالنساء خير فإنهن عندكم عوان».

والوصية من عند الله إنما هي فريضة. يقول تعالى: «يوصيكم الله في أولادكم..».
وسميت بالوصية أيضاً لاتصالها بأمر الميت، وتعني كذلك كلمة وصّى الشيء وصياً أي اتصل، ووصله. فقد سمّي علي كرم الله وجهه «الوصي» لاتصال نسبه بنسب الرسول صلى الله عليه وسلم.
ثمة فرق بين الوصية والخطبة وهو أن الخطبة هي فن مخاطبة الجماهير لاستمالتهم وإقناعهم، أما الوصية فهي قول حكيم لإنسان مجرب يوصي به من يحب لينتفع به في حياته.
ومن الوصايا التي جاءت في القرآن الكريم في سورة لقمان، قوله تعالى:وَإِذْ قَالَ لُقْمَانُ لِابْنِهِ وَهُوَ يَعِظُهُ يَا بُنَيَّ لَا تُشْرِكْ بِاللَّهِ إِنَّ الشِّرْكَ لَظُلْمٌ عَظِيمٌ
- أجزاء الوصية:

1. المقدمة: وفيها تمهيد وتهيئة لقبولها.
2. الموضوع: وفيه عرض للأفكار بوضوح وإقناع هادئ.
3. الخاتمة: وفيها إجمال موجز لهدف الوصية.

ويتضح ذلك على سبيل المثال في (وصية أم لابنتها) عند زواجها لإمامة بنت الحارث.
- من أهم خصائص أسلوب الوصية هي دقة العبارة ووضوح الألفاظ، وقصر الجمل والفقرات، والإطناب بالتكرار والترادف والتعليل، وتنوع الأسلوب بين الخبر والإنشاء، والإقناع بترتيب الأفكار وتفصيلها وبيان أسبابها، والإيقاع الموسيقي، إذ يغلب عليها السجع لتأثيره الموسيقي، واشتمالها على كثير من الحكم، وسهولة اللفظ، ووضوح الفكرة.

#### سمات النثر الجاهلي الفنية
1. رقي الأفكار والمعاني.
2. جزالة الألفاظ وخشونتها، وصحة التراكيب.
3. الاهتمام بالمحسنات البديعية وخاصة السجع.
4. التنوع في الأسلوب بين الخبري والإنشائي.
5. صدق العاطفة.
6. جودة الصورة.
7. الإغراق في الخيال أحياناً.
8. تصوير البيئة الجاهلية تصويراً دقيقاً.

## طالع أيضًا
- أدب عربي
- في الشعر الجاهلي